# Стодоларова тема
Стодоларова тема — тема в шаховій композиції кооперативного жанру. Суть теми — чорно-білий ексцельсіор у 5 ходів з взаємним перетворенням чорного і білого пішаків у коней.

## Історія
У середині 60-х років ХХ століття у світі шахової композиції була подана ідея, суть якої — необхідно було створити задачу в кооперативному жанрі на маневр чорно-білий «ексцельсіор» у 5 ходів з перетворенням чорного і білого пішака в одинакові фігури. В результаті аналізу стає зрозумілим, що цими фігурами можуть бути лише коні, бо при перетворенні в іншу фігуру відсутня мотивація.
Автор ідеї запропонував тому, хто втілить цей задум — нагороду в 100 доларів. Від цього і назва ідеї — стодоларова тема. Спроб втілити цю ідею було багато, але в коректному вигляді, тобто в «чистоті», її реалізувати до цього часу ще не вдалось нікому.

## Спроби втілення ідеї
|   | a | b | c | d | e | f | g | h |   |
| 8 | e8 чорний слон · f8 чорний слон · g8 чорна тура · d7 чорний пішак · e7 чорний пішак · f7 чорний король · g7 чорний пішак · c6 чорний пішак · d6 чорний пішак · f6 чорний пішак · b5 чорний пішак · h5 білий король · a2 білий пішак | e8 чорний слон · f8 чорний слон · g8 чорна тура · d7 чорний пішак · e7 чорний пішак · f7 чорний король · g7 чорний пішак · c6 чорний пішак · d6 чорний пішак · f6 чорний пішак · b5 чорний пішак · h5 білий король · a2 білий пішак | e8 чорний слон · f8 чорний слон · g8 чорна тура · d7 чорний пішак · e7 чорний пішак · f7 чорний король · g7 чорний пішак · c6 чорний пішак · d6 чорний пішак · f6 чорний пішак · b5 чорний пішак · h5 білий король · a2 білий пішак | e8 чорний слон · f8 чорний слон · g8 чорна тура · d7 чорний пішак · e7 чорний пішак · f7 чорний король · g7 чорний пішак · c6 чорний пішак · d6 чорний пішак · f6 чорний пішак · b5 чорний пішак · h5 білий король · a2 білий пішак | e8 чорний слон · f8 чорний слон · g8 чорна тура · d7 чорний пішак · e7 чорний пішак · f7 чорний король · g7 чорний пішак · c6 чорний пішак · d6 чорний пішак · f6 чорний пішак · b5 чорний пішак · h5 білий король · a2 білий пішак | e8 чорний слон · f8 чорний слон · g8 чорна тура · d7 чорний пішак · e7 чорний пішак · f7 чорний король · g7 чорний пішак · c6 чорний пішак · d6 чорний пішак · f6 чорний пішак · b5 чорний пішак · h5 білий король · a2 білий пішак | e8 чорний слон · f8 чорний слон · g8 чорна тура · d7 чорний пішак · e7 чорний пішак · f7 чорний король · g7 чорний пішак · c6 чорний пішак · d6 чорний пішак · f6 чорний пішак · b5 чорний пішак · h5 білий король · a2 білий пішак | e8 чорний слон · f8 чорний слон · g8 чорна тура · d7 чорний пішак · e7 чорний пішак · f7 чорний король · g7 чорний пішак · c6 чорний пішак · d6 чорний пішак · f6 чорний пішак · b5 чорний пішак · h5 білий король · a2 білий пішак | 8 |
| 7 | e8 чорний слон · f8 чорний слон · g8 чорна тура · d7 чорний пішак · e7 чорний пішак · f7 чорний король · g7 чорний пішак · c6 чорний пішак · d6 чорний пішак · f6 чорний пішак · b5 чорний пішак · h5 білий король · a2 білий пішак | e8 чорний слон · f8 чорний слон · g8 чорна тура · d7 чорний пішак · e7 чорний пішак · f7 чорний король · g7 чорний пішак · c6 чорний пішак · d6 чорний пішак · f6 чорний пішак · b5 чорний пішак · h5 білий король · a2 білий пішак | e8 чорний слон · f8 чорний слон · g8 чорна тура · d7 чорний пішак · e7 чорний пішак · f7 чорний король · g7 чорний пішак · c6 чорний пішак · d6 чорний пішак · f6 чорний пішак · b5 чорний пішак · h5 білий король · a2 білий пішак | e8 чорний слон · f8 чорний слон · g8 чорна тура · d7 чорний пішак · e7 чорний пішак · f7 чорний король · g7 чорний пішак · c6 чорний пішак · d6 чорний пішак · f6 чорний пішак · b5 чорний пішак · h5 білий король · a2 білий пішак | e8 чорний слон · f8 чорний слон · g8 чорна тура · d7 чорний пішак · e7 чорний пішак · f7 чорний король · g7 чорний пішак · c6 чорний пішак · d6 чорний пішак · f6 чорний пішак · b5 чорний пішак · h5 білий король · a2 білий пішак | e8 чорний слон · f8 чорний слон · g8 чорна тура · d7 чорний пішак · e7 чорний пішак · f7 чорний король · g7 чорний пішак · c6 чорний пішак · d6 чорний пішак · f6 чорний пішак · b5 чорний пішак · h5 білий король · a2 білий пішак | e8 чорний слон · f8 чорний слон · g8 чорна тура · d7 чорний пішак · e7 чорний пішак · f7 чорний король · g7 чорний пішак · c6 чорний пішак · d6 чорний пішак · f6 чорний пішак · b5 чорний пішак · h5 білий король · a2 білий пішак | e8 чорний слон · f8 чорний слон · g8 чорна тура · d7 чорний пішак · e7 чорний пішак · f7 чорний король · g7 чорний пішак · c6 чорний пішак · d6 чорний пішак · f6 чорний пішак · b5 чорний пішак · h5 білий король · a2 білий пішак | 7 |
| 6 | e8 чорний слон · f8 чорний слон · g8 чорна тура · d7 чорний пішак · e7 чорний пішак · f7 чорний король · g7 чорний пішак · c6 чорний пішак · d6 чорний пішак · f6 чорний пішак · b5 чорний пішак · h5 білий король · a2 білий пішак | e8 чорний слон · f8 чорний слон · g8 чорна тура · d7 чорний пішак · e7 чорний пішак · f7 чорний король · g7 чорний пішак · c6 чорний пішак · d6 чорний пішак · f6 чорний пішак · b5 чорний пішак · h5 білий король · a2 білий пішак | e8 чорний слон · f8 чорний слон · g8 чорна тура · d7 чорний пішак · e7 чорний пішак · f7 чорний король · g7 чорний пішак · c6 чорний пішак · d6 чорний пішак · f6 чорний пішак · b5 чорний пішак · h5 білий король · a2 білий пішак | e8 чорний слон · f8 чорний слон · g8 чорна тура · d7 чорний пішак · e7 чорний пішак · f7 чорний король · g7 чорний пішак · c6 чорний пішак · d6 чорний пішак · f6 чорний пішак · b5 чорний пішак · h5 білий король · a2 білий пішак | e8 чорний слон · f8 чорний слон · g8 чорна тура · d7 чорний пішак · e7 чорний пішак · f7 чорний король · g7 чорний пішак · c6 чорний пішак · d6 чорний пішак · f6 чорний пішак · b5 чорний пішак · h5 білий король · a2 білий пішак | e8 чорний слон · f8 чорний слон · g8 чорна тура · d7 чорний пішак · e7 чорний пішак · f7 чорний король · g7 чорний пішак · c6 чорний пішак · d6 чорний пішак · f6 чорний пішак · b5 чорний пішак · h5 білий король · a2 білий пішак | e8 чорний слон · f8 чорний слон · g8 чорна тура · d7 чорний пішак · e7 чорний пішак · f7 чорний король · g7 чорний пішак · c6 чорний пішак · d6 чорний пішак · f6 чорний пішак · b5 чорний пішак · h5 білий король · a2 білий пішак | e8 чорний слон · f8 чорний слон · g8 чорна тура · d7 чорний пішак · e7 чорний пішак · f7 чорний король · g7 чорний пішак · c6 чорний пішак · d6 чорний пішак · f6 чорний пішак · b5 чорний пішак · h5 білий король · a2 білий пішак | 6 |
| 5 | e8 чорний слон · f8 чорний слон · g8 чорна тура · d7 чорний пішак · e7 чорний пішак · f7 чорний король · g7 чорний пішак · c6 чорний пішак · d6 чорний пішак · f6 чорний пішак · b5 чорний пішак · h5 білий король · a2 білий пішак | e8 чорний слон · f8 чорний слон · g8 чорна тура · d7 чорний пішак · e7 чорний пішак · f7 чорний король · g7 чорний пішак · c6 чорний пішак · d6 чорний пішак · f6 чорний пішак · b5 чорний пішак · h5 білий король · a2 білий пішак | e8 чорний слон · f8 чорний слон · g8 чорна тура · d7 чорний пішак · e7 чорний пішак · f7 чорний король · g7 чорний пішак · c6 чорний пішак · d6 чорний пішак · f6 чорний пішак · b5 чорний пішак · h5 білий король · a2 білий пішак | e8 чорний слон · f8 чорний слон · g8 чорна тура · d7 чорний пішак · e7 чорний пішак · f7 чорний король · g7 чорний пішак · c6 чорний пішак · d6 чорний пішак · f6 чорний пішак · b5 чорний пішак · h5 білий король · a2 білий пішак | e8 чорний слон · f8 чорний слон · g8 чорна тура · d7 чорний пішак · e7 чорний пішак · f7 чорний король · g7 чорний пішак · c6 чорний пішак · d6 чорний пішак · f6 чорний пішак · b5 чорний пішак · h5 білий король · a2 білий пішак | e8 чорний слон · f8 чорний слон · g8 чорна тура · d7 чорний пішак · e7 чорний пішак · f7 чорний король · g7 чорний пішак · c6 чорний пішак · d6 чорний пішак · f6 чорний пішак · b5 чорний пішак · h5 білий король · a2 білий пішак | e8 чорний слон · f8 чорний слон · g8 чорна тура · d7 чорний пішак · e7 чорний пішак · f7 чорний король · g7 чорний пішак · c6 чорний пішак · d6 чорний пішак · f6 чорний пішак · b5 чорний пішак · h5 білий король · a2 білий пішак | e8 чорний слон · f8 чорний слон · g8 чорна тура · d7 чорний пішак · e7 чорний пішак · f7 чорний король · g7 чорний пішак · c6 чорний пішак · d6 чорний пішак · f6 чорний пішак · b5 чорний пішак · h5 білий король · a2 білий пішак | 5 |
| 4 | e8 чорний слон · f8 чорний слон · g8 чорна тура · d7 чорний пішак · e7 чорний пішак · f7 чорний король · g7 чорний пішак · c6 чорний пішак · d6 чорний пішак · f6 чорний пішак · b5 чорний пішак · h5 білий король · a2 білий пішак | e8 чорний слон · f8 чорний слон · g8 чорна тура · d7 чорний пішак · e7 чорний пішак · f7 чорний король · g7 чорний пішак · c6 чорний пішак · d6 чорний пішак · f6 чорний пішак · b5 чорний пішак · h5 білий король · a2 білий пішак | e8 чорний слон · f8 чорний слон · g8 чорна тура · d7 чорний пішак · e7 чорний пішак · f7 чорний король · g7 чорний пішак · c6 чорний пішак · d6 чорний пішак · f6 чорний пішак · b5 чорний пішак · h5 білий король · a2 білий пішак | e8 чорний слон · f8 чорний слон · g8 чорна тура · d7 чорний пішак · e7 чорний пішак · f7 чорний король · g7 чорний пішак · c6 чорний пішак · d6 чорний пішак · f6 чорний пішак · b5 чорний пішак · h5 білий король · a2 білий пішак | e8 чорний слон · f8 чорний слон · g8 чорна тура · d7 чорний пішак · e7 чорний пішак · f7 чорний король · g7 чорний пішак · c6 чорний пішак · d6 чорний пішак · f6 чорний пішак · b5 чорний пішак · h5 білий король · a2 білий пішак | e8 чорний слон · f8 чорний слон · g8 чорна тура · d7 чорний пішак · e7 чорний пішак · f7 чорний король · g7 чорний пішак · c6 чорний пішак · d6 чорний пішак · f6 чорний пішак · b5 чорний пішак · h5 білий король · a2 білий пішак | e8 чорний слон · f8 чорний слон · g8 чорна тура · d7 чорний пішак · e7 чорний пішак · f7 чорний король · g7 чорний пішак · c6 чорний пішак · d6 чорний пішак · f6 чорний пішак · b5 чорний пішак · h5 білий король · a2 білий пішак | e8 чорний слон · f8 чорний слон · g8 чорна тура · d7 чорний пішак · e7 чорний пішак · f7 чорний король · g7 чорний пішак · c6 чорний пішак · d6 чорний пішак · f6 чорний пішак · b5 чорний пішак · h5 білий король · a2 білий пішак | 4 |
| 3 | e8 чорний слон · f8 чорний слон · g8 чорна тура · d7 чорний пішак · e7 чорний пішак · f7 чорний король · g7 чорний пішак · c6 чорний пішак · d6 чорний пішак · f6 чорний пішак · b5 чорний пішак · h5 білий король · a2 білий пішак | e8 чорний слон · f8 чорний слон · g8 чорна тура · d7 чорний пішак · e7 чорний пішак · f7 чорний король · g7 чорний пішак · c6 чорний пішак · d6 чорний пішак · f6 чорний пішак · b5 чорний пішак · h5 білий король · a2 білий пішак | e8 чорний слон · f8 чорний слон · g8 чорна тура · d7 чорний пішак · e7 чорний пішак · f7 чорний король · g7 чорний пішак · c6 чорний пішак · d6 чорний пішак · f6 чорний пішак · b5 чорний пішак · h5 білий король · a2 білий пішак | e8 чорний слон · f8 чорний слон · g8 чорна тура · d7 чорний пішак · e7 чорний пішак · f7 чорний король · g7 чорний пішак · c6 чорний пішак · d6 чорний пішак · f6 чорний пішак · b5 чорний пішак · h5 білий король · a2 білий пішак | e8 чорний слон · f8 чорний слон · g8 чорна тура · d7 чорний пішак · e7 чорний пішак · f7 чорний король · g7 чорний пішак · c6 чорний пішак · d6 чорний пішак · f6 чорний пішак · b5 чорний пішак · h5 білий король · a2 білий пішак | e8 чорний слон · f8 чорний слон · g8 чорна тура · d7 чорний пішак · e7 чорний пішак · f7 чорний король · g7 чорний пішак · c6 чорний пішак · d6 чорний пішак · f6 чорний пішак · b5 чорний пішак · h5 білий король · a2 білий пішак | e8 чорний слон · f8 чорний слон · g8 чорна тура · d7 чорний пішак · e7 чорний пішак · f7 чорний король · g7 чорний пішак · c6 чорний пішак · d6 чорний пішак · f6 чорний пішак · b5 чорний пішак · h5 білий король · a2 білий пішак | e8 чорний слон · f8 чорний слон · g8 чорна тура · d7 чорний пішак · e7 чорний пішак · f7 чорний король · g7 чорний пішак · c6 чорний пішак · d6 чорний пішак · f6 чорний пішак · b5 чорний пішак · h5 білий король · a2 білий пішак | 3 |
| 2 | e8 чорний слон · f8 чорний слон · g8 чорна тура · d7 чорний пішак · e7 чорний пішак · f7 чорний король · g7 чорний пішак · c6 чорний пішак · d6 чорний пішак · f6 чорний пішак · b5 чорний пішак · h5 білий король · a2 білий пішак | e8 чорний слон · f8 чорний слон · g8 чорна тура · d7 чорний пішак · e7 чорний пішак · f7 чорний король · g7 чорний пішак · c6 чорний пішак · d6 чорний пішак · f6 чорний пішак · b5 чорний пішак · h5 білий король · a2 білий пішак | e8 чорний слон · f8 чорний слон · g8 чорна тура · d7 чорний пішак · e7 чорний пішак · f7 чорний король · g7 чорний пішак · c6 чорний пішак · d6 чорний пішак · f6 чорний пішак · b5 чорний пішак · h5 білий король · a2 білий пішак | e8 чорний слон · f8 чорний слон · g8 чорна тура · d7 чорний пішак · e7 чорний пішак · f7 чорний король · g7 чорний пішак · c6 чорний пішак · d6 чорний пішак · f6 чорний пішак · b5 чорний пішак · h5 білий король · a2 білий пішак | e8 чорний слон · f8 чорний слон · g8 чорна тура · d7 чорний пішак · e7 чорний пішак · f7 чорний король · g7 чорний пішак · c6 чорний пішак · d6 чорний пішак · f6 чорний пішак · b5 чорний пішак · h5 білий король · a2 білий пішак | e8 чорний слон · f8 чорний слон · g8 чорна тура · d7 чорний пішак · e7 чорний пішак · f7 чорний король · g7 чорний пішак · c6 чорний пішак · d6 чорний пішак · f6 чорний пішак · b5 чорний пішак · h5 білий король · a2 білий пішак | e8 чорний слон · f8 чорний слон · g8 чорна тура · d7 чорний пішак · e7 чорний пішак · f7 чорний король · g7 чорний пішак · c6 чорний пішак · d6 чорний пішак · f6 чорний пішак · b5 чорний пішак · h5 білий король · a2 білий пішак | e8 чорний слон · f8 чорний слон · g8 чорна тура · d7 чорний пішак · e7 чорний пішак · f7 чорний король · g7 чорний пішак · c6 чорний пішак · d6 чорний пішак · f6 чорний пішак · b5 чорний пішак · h5 білий король · a2 білий пішак | 2 |
| 1 | e8 чорний слон · f8 чорний слон · g8 чорна тура · d7 чорний пішак · e7 чорний пішак · f7 чорний король · g7 чорний пішак · c6 чорний пішак · d6 чорний пішак · f6 чорний пішак · b5 чорний пішак · h5 білий король · a2 білий пішак | e8 чорний слон · f8 чорний слон · g8 чорна тура · d7 чорний пішак · e7 чорний пішак · f7 чорний король · g7 чорний пішак · c6 чорний пішак · d6 чорний пішак · f6 чорний пішак · b5 чорний пішак · h5 білий король · a2 білий пішак | e8 чорний слон · f8 чорний слон · g8 чорна тура · d7 чорний пішак · e7 чорний пішак · f7 чорний король · g7 чорний пішак · c6 чорний пішак · d6 чорний пішак · f6 чорний пішак · b5 чорний пішак · h5 білий король · a2 білий пішак | e8 чорний слон · f8 чорний слон · g8 чорна тура · d7 чорний пішак · e7 чорний пішак · f7 чорний король · g7 чорний пішак · c6 чорний пішак · d6 чорний пішак · f6 чорний пішак · b5 чорний пішак · h5 білий король · a2 білий пішак | e8 чорний слон · f8 чорний слон · g8 чорна тура · d7 чорний пішак · e7 чорний пішак · f7 чорний король · g7 чорний пішак · c6 чорний пішак · d6 чорний пішак · f6 чорний пішак · b5 чорний пішак · h5 білий король · a2 білий пішак | e8 чорний слон · f8 чорний слон · g8 чорна тура · d7 чорний пішак · e7 чорний пішак · f7 чорний король · g7 чорний пішак · c6 чорний пішак · d6 чорний пішак · f6 чорний пішак · b5 чорний пішак · h5 білий король · a2 білий пішак | e8 чорний слон · f8 чорний слон · g8 чорна тура · d7 чорний пішак · e7 чорний пішак · f7 чорний король · g7 чорний пішак · c6 чорний пішак · d6 чорний пішак · f6 чорний пішак · b5 чорний пішак · h5 білий король · a2 білий пішак | e8 чорний слон · f8 чорний слон · g8 чорна тура · d7 чорний пішак · e7 чорний пішак · f7 чорний король · g7 чорний пішак · c6 чорний пішак · d6 чорний пішак · f6 чорний пішак · b5 чорний пішак · h5 білий король · a2 білий пішак | 1 |
|   | a | b | c | d | e | f | g | h |   |

FEN: 4bbr1/3ppkp1/2pp1p2/1p5K/8/8/P7/8
1. d5 a4 2. d4 ab 3. d3 bc 4. d2 cd 5. d1S! d8S#!
На жаль, чорний пішак починає свій рух не з початкового поля, а з «d6», що порушує умови завдання, в результаті чого тема не є виражена.